# Kraftwerk Greifenstein
Kraftwerk Greifenstein är ett vattenkraftverk i Österrike.   Det ligger i distriktet Tulln och förbundslandet Niederösterreich, i den nordöstra delen av landet, 18 km nordväst om huvudstaden Wien. Kraftwerk Greifenstein ligger 167 meter över havet.
Terrängen runt Kraftwerk Greifenstein är platt norrut, men söderut är den kuperad. Runt Kraftwerk Greifenstein är det ganska tätbefolkat, med 149 invånare per kvadratkilometer.. Närmaste större samhälle är Wien, 18,1 km sydost om Kraftwerk Greifenstein. 
I omgivningarna runt Kraftwerk Greifenstein växer i huvudsak blandskog.